# Техас-блюз
Техас-блюз — поджанр блюза, зародившийся в штате Техас в начале 1900-х годов. Первые образцы техасского блюза характеризовались влиянием свинга и джаза, а более поздние склонялись к блюз-року и южному року.

## История
Техас-блюз впервые исполнялся в 1900-х годах афроамериканцами, работавшими в ранчо, лесозаготовительных предприятиях и на нефтяных месторождениях.
Популярный в 1920-х годах техасский блюзмен Блайнд Лемон Джефферсон развил поджанр, используя джазоподобную импровизацию. Гитарист популяризовал техасский блюз и оказал серьёзное влияние на блюзовых гитаристов.
Во времена Великой депрессии многие блюзмены стали переезжать в техасские города: Галвестон, Сан-Антонио, Хьюстон и Даллас. В этих городах началась волна таких блюзовых исполнителей, как Слепой Вилли Джонсон.
Одним из наиболее значимых техасских блюзменов был Ти-Боун Уокер; его свинговое звучание гитары стало важной частью электрик-блюза.
В конце 1960-х техасская блюз-сцена начала пропитываться влиянием кантри и блюз-рока. Наиболее известными исполнителями позднего техас-блюза были братья Джонни и Эдгар Винтер, Стиви Рэй Вон и ZZ Top.